# Zyxomma
Zyxomma (лат.) — род стрекоз из семейства плоскобрюхи (Libellulidae). Это мелкие и средние сумеречные стрекозы с тусклой окраской. Обитают в Индии, Японии, Африке и Австралии.

## Виды
Род включает следующие виды
- Zyxomma atlanticum Selys, 1889 — широко распространена в Центральной Африке[5]
- Zyxomma breviventre (Martin, 1921)
- Zyxomma elgneri Ris, 1913 — Новая Гвинея в северная Австралия[6]
- Zyxomma multinervorum Carpenter, 1897 — Австралия[7]
- Zyxomma obtusum Albarda, 1881
- Zyxomma petiolatum Rambur, 1842 — Новая Гвинея в северная Австралия[6]